# Mockingbird (canção)
Mockingbird é um single de Eminem, lançado em 25 de abril de 2005. Ele foi primeiramente lançado no álbum Encore e, depois, em Curtain Call: T. Seu lírico é similar a canção bem sucedida "Stan".

## Paradas musicais
| Chart (2005)                         | Peak position |
| ------------------------------------ | ------------- |
| Australian Singles Chart             | 9             |
| Austrian Singles Chart               | 18            |
| Belgian Singles Chart (Flanders)     | 30            |
| Eurochart Hot 100                    | 8             |
| German Singles Chart                 | 15            |
| Irish Singles Chart                  | 7             |
| Italian Singles Chart                | 20            |
| Dutch Singles Chart                  | 19            |
| New Zealand Singles Chart            | 8             |
| Norwegian Singles Chart              | 7             |
| Swiss Singles Chart                  | 14            |
| UK Singles Chart                     | 4             |
| U.S. Billboard Hot 100               | 11            |
| U.S. Billboard Hot R&B/Hip-Hop Songs | 51            |
| U.S. Billboard Hot Rap Tracks        | 10            |
| U.S. Billboard Pop 100               | 9             |